# Montiéramey
Montiéramey és un municipi francès situat al departament de l'Aube i a la regió del Gran Est. L'any 2007 tenia 452 habitants.

## Demografia

### Població
El 2007 la població de fet de Montiéramey era de 452 persones. Hi havia 180 famílies de les quals 48 eren unipersonals (8 homes vivint sols i 40 dones vivint soles), 48 parelles sense fills, 60 parelles amb fills i 24 famílies monoparentals amb fills.
La població ha evolucionat segons el següent gràfic:
Habitants censats

### Habitatges
El 2007 hi havia 211 habitatges, 181 eren l'habitatge principal de la família, 11 eren segones residències i 19 estaven desocupats. 206 eren cases i 4 eren apartaments. Dels 181 habitatges principals, 151 estaven ocupats pels seus propietaris, 24 estaven llogats i ocupats pels llogaters i 6 estaven cedits a títol gratuït; 5 tenien dues cambres, 19 en tenien tres, 49 en tenien quatre i 108 en tenien cinc o més. 122 habitatges disposaven pel capbaix d'una plaça de pàrquing. A 68 habitatges hi havia un automòbil i a 90 n'hi havia dos o més.

### Piràmide de població
La piràmide de població per edats i sexe el 2009 era:
| Homes | Edats   | Dones |
| ----- | ------- | ----- |
| 0     | 95 o +  | 0     |
| 0     | 90 a 94 | 0     |
| 0     | 85 a 89 | 0     |
| 4     | 80 a 84 | 16    |
| 16    | 75 a 79 | 20    |
| 8     | 70 a 74 | 0     |
| 12    | 65 a 69 | 8     |
| 4     | 60 a 64 | 8     |
| 8     | 55 a 59 | 12    |
| 16    | 50 a 54 | 16    |
| 12    | 45 a 49 | 8     |
| 20    | 40 a 44 | 20    |
| 24    | 35 a 39 | 16    |
| 8     | 30 a 34 | 4     |
| 16    | 25 a 29 | 20    |
| 4     | 20 a 24 | 4     |
| 20    | 15 a 19 | 16    |
| 16    | 10 a 14 | 12    |
| 20    | 5 a 9   | 0     |
| 8     | 0 a 4   | 12    |

## Economia
El 2007 la població en edat de treballar era de 284 persones, 227 eren actives i 57 eren inactives. De les 227 persones actives 211 estaven ocupades (111 homes i 100 dones) i 16 estaven aturades (4 homes i 12 dones). De les 57 persones inactives 32 estaven jubilades, 14 estaven estudiant i 11 estaven classificades com a «altres inactius».

### Ingressos
El 2009 a Montiéramey hi havia 183 unitats fiscals que integraven 435 persones, la mediana anual d'ingressos fiscals per persona era de 17.378 €.

### Activitats econòmiques
Dels 28 establiments que hi havia el 2007, 1 era d'una empresa extractiva, 5 d'empreses de fabricació d'altres productes industrials, 6 d'empreses de construcció, 5 d'empreses de comerç i reparació d'automòbils, 1 d'una empresa de transport, 3 d'empreses d'hostatgeria i restauració, 1 d'una empresa d'informació i comunicació, 1 d'una empresa immobiliària, 4 d'empreses de serveis i 1 d'una empresa classificada com a «altres activitats de serveis».
Dels 7 establiments de servei als particulars que hi havia el 2009, 1 era un taller de reparació d'automòbils i de material agrícola, 2 paletes, 2 fusteries, 1 lampisteria i 1 restaurant.
L'any 2000 a Montiéramey hi havia 7 explotacions agrícoles.

## Equipaments sanitaris i escolars
El 2009 hi havia una escola elemental integrada dins d'un grup escolar amb les comunes properes formant una escola dispersa.

## Poblacions més properes
El següent diagrama mostra les poblacions més properes.